# Schanzgraben (Rückersbach)
Der Schanzgraben ist ein rechter, periodischer Zufluss des Rückersbachs im bayerischen Spessart.

## Verlauf

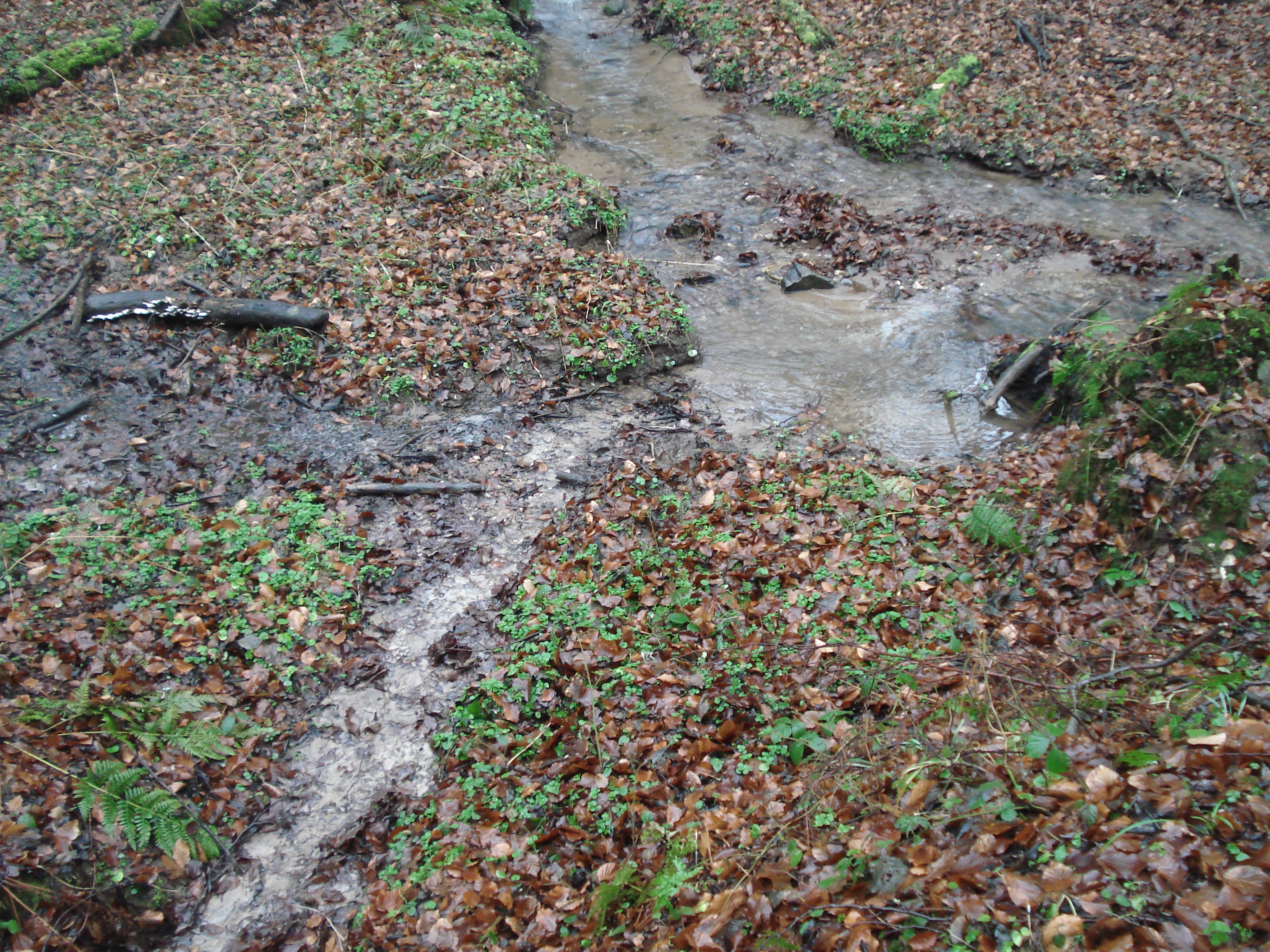
Der Schanzgraben (vorne) mündet in den Rückersbach (von hinten links nach rechts)

Der Schanzgraben entspringt nördlich der Rückersbacher Schlucht auf einer Höhe von 210 m ü. NHN. 
Er fließt zunächst nach Südwesten durch Waldgelände und mündet schließlich südlich des Eichelbergs in der Rückersbacher Schlucht auf 150 m ü. NHN von rechts in den Rückersbach.
Der etwa 0,6 km lange Lauf des Schanzgrabens endet ungefähr 60 Höhenmeter unterhalb seiner Quelle, er hat somit ein mittleres Sohlgefälle von etwa 95 ‰.